# SN 2001ec
SN 2001ec – supernowa typu I odkryta 31 sierpnia 2001 roku w galaktyce PGC0074077. W momencie odkrycia miała maksymalną jasność 17,80m.